# Afaq Bəşirqızı
Afag Bașirgizi (în azeră Afaq Bəşirqızı), născută Afag Başir gizi Safarova (n. 15 august 1955, Bakı, Republica Sovietică Socialistă Azerbaidjană,  în azeră Afaq Bəşir qızı Səfərova), este o actriță din Azerbaidjan. 

## Viața și cariera
Afaq Bəșirqızı‎ s-a născut în 1955 în familia unui cunoscut comic azer, Bəșir Safaroglu. În perioada 1974 - 1979, a studiat la facultatea de Educație Culturală a Universității de Cultură și Arte de Stat din Azerbaidjan. A început cariera de actriță în 1973 la Teatrul Dramatic de Stat Lenkoran, câștigând curând reputația unei actrițe talentate. În 1975, s-a mutat la Sumgait pentru a lucra la Teatrul Dramatic din Sumgait. A jucat mai ales în comedii. Afaq Bəșirqızı a fost catalogată drept una dintre cele mai bune actrițe de comedie din Azerbaidjan. Una dintre cele mai bune interpretări ale sale a fost rolul lui Söylü, soția unui poet fără succes și mamă însărcinată a șase copii, în filmul Bäxt üzüyü (cu sensul de Inelul de logodnă).
În 1989, Afaq Bəșirqızı a început să lucreze la Teatrul Dramatic Azerbaijan unde a jucat în roluri principale în piesele Subaylarınızdan görəsiniz, O olmasın, bu olsun, Bankir adaxlı, Məhəbbət oyunu, İtgin gəlin (cu sensul de Mireasa pierdută), Məsmə xala dayımdır (cu sensul de Mătușa Mesme este unchiul meu) etc. De asemenea, a jucat în filmele azere Bəxt üzüyü (cu sensul de Inelul de logodnă), Yașıl eynəkli Adam (cu sensul de Omul cu ochelari verzi), Nekroloq (Necrolog). 
În prezent, Afaq Bəșirqızı predă actoria la Universitatea de Cultură și Arte de Stat din Azerbaidjan. În 2009, ea a deschis Teatrul Bəșir Safaroglu din Moscova, numindu-l după regretatul său tată.
Afaq Bəșirqızı este căsătorită și are un fiu.

## Filmografie
- 1969: Bəșir Səfəroğlu – önmaga
- 1982: Evləri köndələn yar – Darçınbəyim
- 1986: 20+1 – tanár
- 1986: Gözbağlıcı – Aparıcı
- 1987: Yașıl eynəkli adam – Zəhra
- 1991: Bəxt üzüyü – Söylü
- 1992: 777 №-li iș – óvónő
- 1995: Bala-bașa bəla! – Suğra
- 1996: Yarımștat – Ayka
- 1999: Yașıl eynəkli adam 2 – Zəhra
- 2001: Nekroloq – Gülya
- 2002: Yașıl eynəkli adam 3 – Zəhra
- 2003: Dəvətnamə
- 2005: Girov – eladónő
- 2015: Qaynanamız – Ağanaz
- 2016: Həddən artıq uyğunluq
- 2017: Bəxt üzüyü 2 – Söylü

## Premii
În 1989, Afaq Bəșirqızı a primit titlul de Actriță Emerită a Azerbaidjanului și în 1993 de Artistă a Poporului. 
Alte premii ale sale: Qızıl Dərviș (Dervișul de Aur) în 1993 și 2003, Premiul Prezidențial în 2010 sau  Cel mai bun dintre cei mai buni, în 2011.